# ختنه عیسی

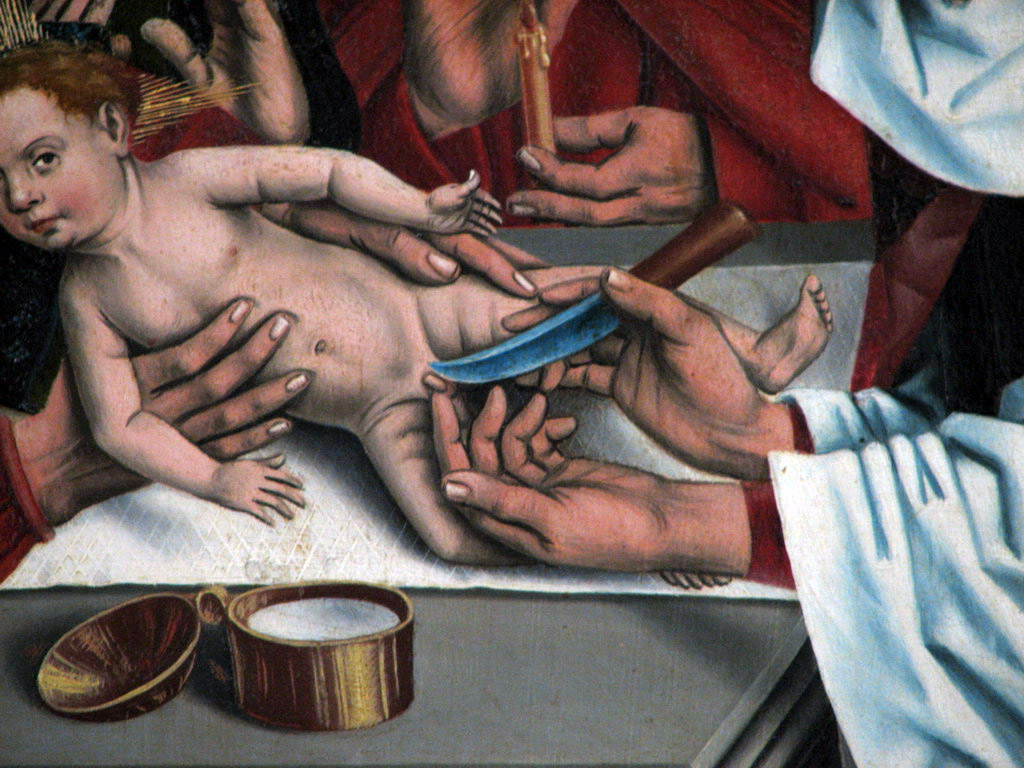
جزئیاتی از ختنه مسیح توسط فردریش هرلین

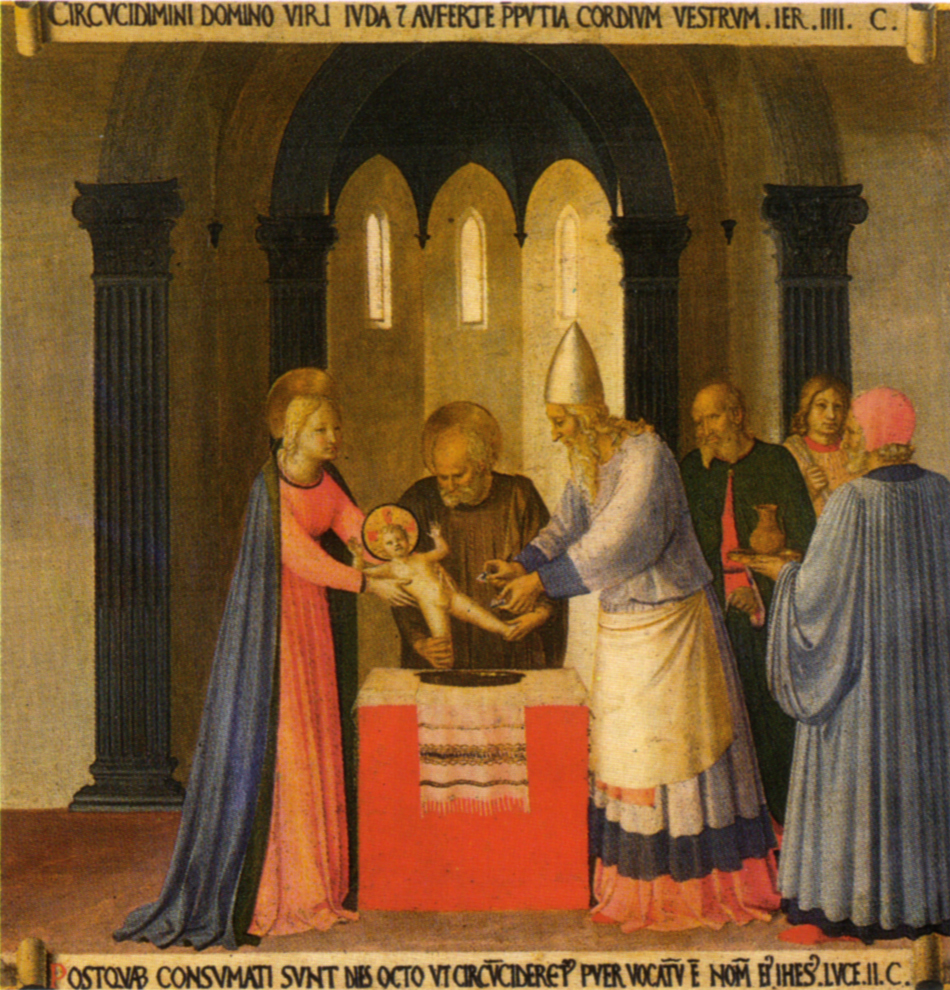
تصویری از ختنه عیسی توسط فر آنجلیکو (c. 1450)

ختنه عیسی مطابق انجیل لوقا در فصل ۲، واقعه ای از زندگی عیسی است که می‌گوید:
و وقتی هشت روز برای ختنه کردن کودک سپری شد، نام او را عیسی نامیدند، نامی که قبل از بارداری در رحم توسط فرشته خوانده شد.
این رویداد به عنوان جشن ختنه در کلیسای ارتدکس شرقی در هر یک از تقویم‌های مورد استفاده در تاریخ ۱ ژانویه جشن گرفته می‌شود و همچنین توسط بسیاری از انگلیکن‌ها در همان روز جشن گرفته می‌شود. به عنوان جشن نام مقدس عیسی در سالهای اخیر در ۳ ژانویه به عنوان یادبود اختیاری توسط کاتولیک‌های رومی جشن گرفته می‌شود، گرچه این جشن برای مدت طولانی در اول ژانویه برگزار می‌شد، همان‌طور که هنوز کلیساهای دیگر آن را در آن روز جشن می‌گیرند. تعدادی از یادگارهایی که ادعا شده غلفه مقدس، غلفه عیسی مسیح هستند در طول تاریخ مطرح شده‌اند.